# Alexander Pöllhuber
Alexander Pöllhuber (* 30. April 1985 in Salzburg) ist ein österreichischer Fußballspieler auf der Position eines Verteidigers.

## Karriere
Pöllhuber begann mit dem Fußballspielen in seiner Kindheit beim Salzburger Stadtverein USV Leopoldskron-Moos und wechselte als Jugendlicher in das Bundesliga-Nachwuchszentrum Salzburg, von dem aus er in die Amateurmannschaft des damaligen SV Austria Salzburg kam. Im Jahr 2004 stieg er in die Kampfmannschaft des Bundesligisten auf und erhielt seinen ersten Profivertrag. Sein Debüt in der Bundesliga gab Pöllhuber am 23. Oktober 2004 im Spiel gegen Wacker Innsbruck. Er wurde in der 74. Minute für Markus Scharrer eingewechselt; das Spiel endete mit einer 1:3-Niederlage. Nach der Übernahme des Salzburger Fußballvereins durch den Getränkehersteller Red Bull wurde er als einer der wenigen österreichischen Fußballspieler vom neuen FC Red Bull übernommen. Da er sich unter den Trainern Trapattoni und Matthäus nicht durchsetzen konnte, wechselte er im Sommer 2006 leihweise zum SK Sturm Graz. Anfang 2007 lief sein Leihvertrag aus, und er wurde von Red Bull an Admira Wacker Mödling weiterverliehen. Nach dem Abstieg der Südstädter wechselte er 2008 zum SV Mattersburg. 2013 stieg er zum zweiten Mal mit einer Mannschaft aus der Bundesliga ab und wechselte zum SCR Altach. Nach der Saison 2015/16 verließ er den SCR Altach. Zur Saison 2016/17 wechselte er zum Salzburg Ligisten SK Bischofshofen, seit Sommer 2020 spielt er beim  ASV Salzburg in der 1. Landesliga.
Pöllhubers Position ist in der Innenverteidigung anzusiedeln. Er ist 2,02 Meter groß und war Mitglied der österreichischen U-21-Nationalmannschaft.

## Erfolge
Österreichischer Vizemeister: 2006

## Trivia
Alexander Pöllhuber ist der eineiige Zwillingsbruder von Peter Pöllhuber, der ebenfalls als Profifußballer tätig ist. Am 1. Dezember 2012 führte dies zu einem Novum in der Bundesliga, als die beiden beim Spiel des SV Mattersburg gegen den FC Trenkwalder Admira (Endstand: 3:0) gegeneinander am Feld standen.